# STS-117
STS-117 — космический полёт MTKK «Атлантис» по программе «Спейс шаттл». Цель полёта — продолжение строительства Международной космической станции и частичная замена экипажа МКС. Этот полёт — 21-й полёт шаттла к МКС.
В случае, если бы «Атлантис» получил повреждения при старте, которые бы представляли угрозу безопасной посадки, то экипаж остался бы на МКС и дожидался спасательной экспедиции (STS-318), которая отправилась бы на шаттле «Индевор». Такая мера предосторожности была предусмотрена в соответствии с рекомендациями комиссии, которая проводила расследование обстоятельств гибели шаттла «Колумбия».

## Экипаж
- Фредерик Стеркоу (Frederick Sturckow, 3-й космический полёт), командир экипажа
- Ли Аршамбо (Lee Archambault, 1), пилот
- Джеймс Райли (James Reilly II, 3), специалист полёта
- Стивен Свэнсон (Steven Swanson, 1), специалист полёта
- Патрик Форрестер (Patrick Forrester, 2), специалист полёта
- Джон Оливас (John Olivas, 1), специалист полёта,
- Клейтон Андерсон (1), бортинженер-2 15-й долговременной экспедиции МКС

Клейтон Андерсон присоединился к 15-й долговременной экспедиции МКС, в качестве бортинженера-2. Вместо него на Землю вернулась бортинженер-2 1-го этапа 15-й долговременной экспедиции МКС Сунита Уильямс.
В экипаже «Дискавери» — четыре новичка космических полётов: Ли Аршамбо, Стивен Свэнсон, Джон Оливас и Клейтон Андерсон.

## Параметры полёта
- Вес:
  - Вес при старте: ?? кг
  - Вес при приземлении: ?? кг
- Перигей: 155 км
- Апогей: 230 км
- наклонение: 51,6°
- Период обращения: 91,6 мин

### Выходы в открытый космос
- Выход 1 — Рейли и Оливас
- Цель: установка фермы S3/S4
- Начало: 11 июня 2007 года — 20:02 UTC
- Окончание: 12 июня — 02:17 UTC
- Продолжительность: 6 часов 15 минут

Это 4-й выход в космос Джеймса Рейли и 1-й выход Джона Оливаса.
- Выход 2 — Форрестер и Свэнсон
- Цель: Завершение установки фермы S3/S4
- Начало: 13 июня 2007 года — 18:28 UTC
- Окончание: 14 июня — 01:44 UTC
- Продолжительность: 7 часов 16 минут

Это 3-й выход в космос Патрика Форрестера и 1-й выход Стивена Свэнсона.
- Выход 3 — Рейли и Оливас
- Цель: ремонт поврежденной обшивки шаттла, установка вентиля водорода, контроль и помощь свертке солнечных батарей сегмента Р6
- Начало: 15 июня 2007 года — 17:24 UTC
- Окончание: 16 июня — 01:22 UTC
- Продолжительность: 7 часов 58 минут

Это 5-й выход в космос Джеймса Рейли и 2-й выход Джона Оливаса.
- Выход 4 — Форрестер и Свэнсон
- Цель: подготовка системы поворота солнечных батарей сегмента S3/S4
- Начало: 17 июня 2007 года — 16:25 UTC
- Окончание: 17 июня — 22:54 UTC
- Продолжительность: 6 часов 29 минут

Это 4-й выход в космос Патрика Форрестера и 2-й выход Стивена Свэнсона.

## Цель

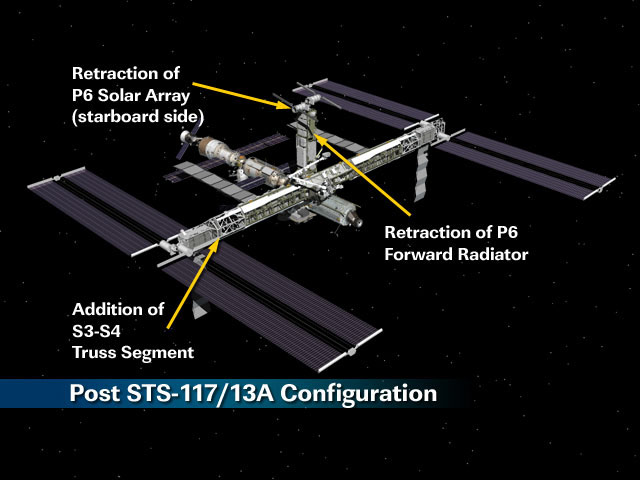
МКС после завершения миссии STS-117 с указанными изменениями и новыми сегментами. (Источник: NASA)

Доставка и монтаж сегментов ферменной конструкции S3/S4. Демонтаж временных панелей солнечных батарей и развёртывание нового комплекта солнечных батарей, которые обеспечат 25 % энергии для МКС. Замена бортинженера 15-й долговременной экспедиции МКС.

## Подготовка к полёту

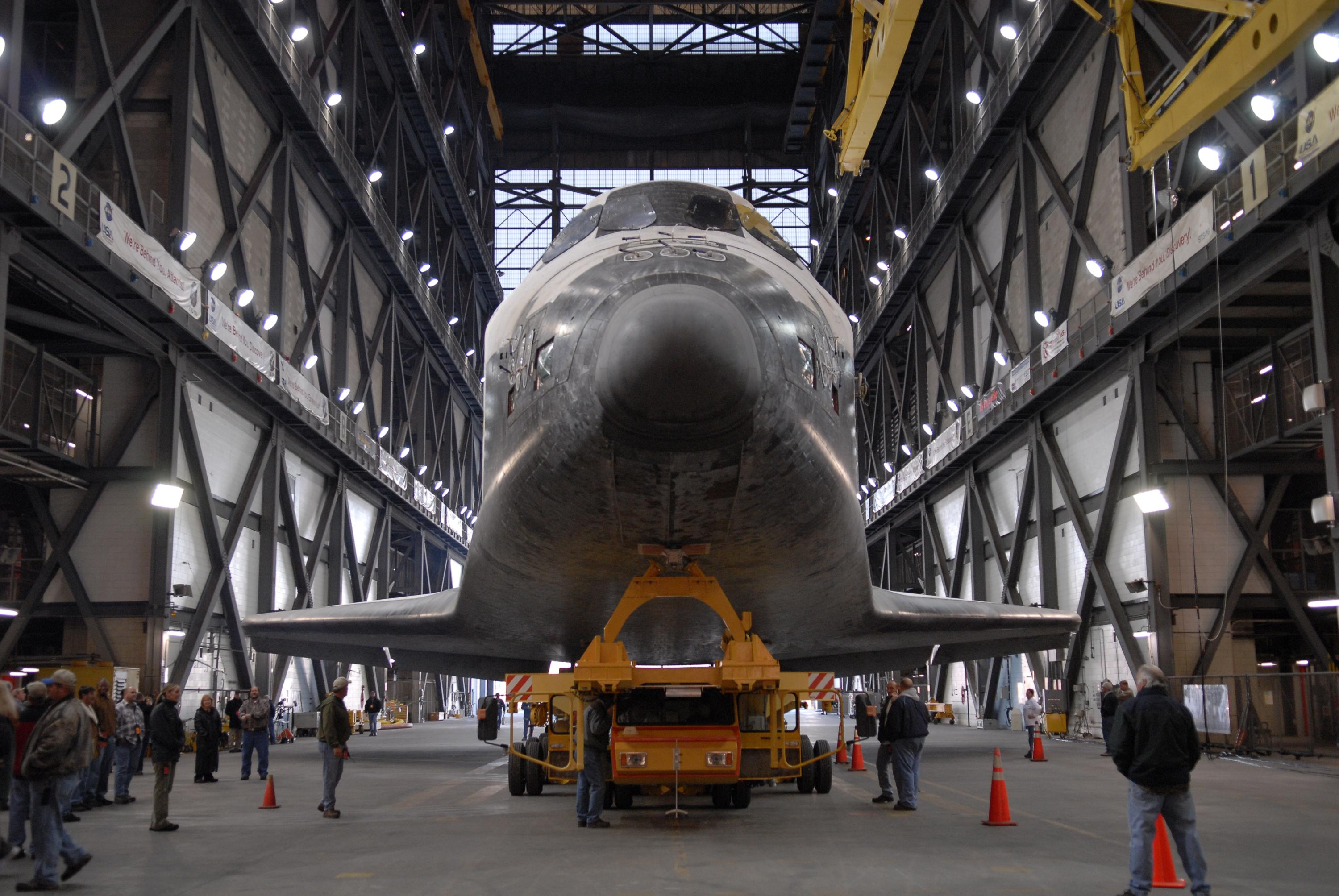
«Атлантис» в здании вертикальной сборки

- 7 февраля шаттл «Атлантис» перевезён из ангара в здание вертикальной сборки. Передвижение началось в 11:19 UTC (6:19 a.m. EST, 14:19 московского времени) и закончилось в 12:24 UTC (7:24 a.m. EST, 15:24 московского времени). На 14 февраля назначена перевозка «Атлантиса» на стартовую площадку 39А.

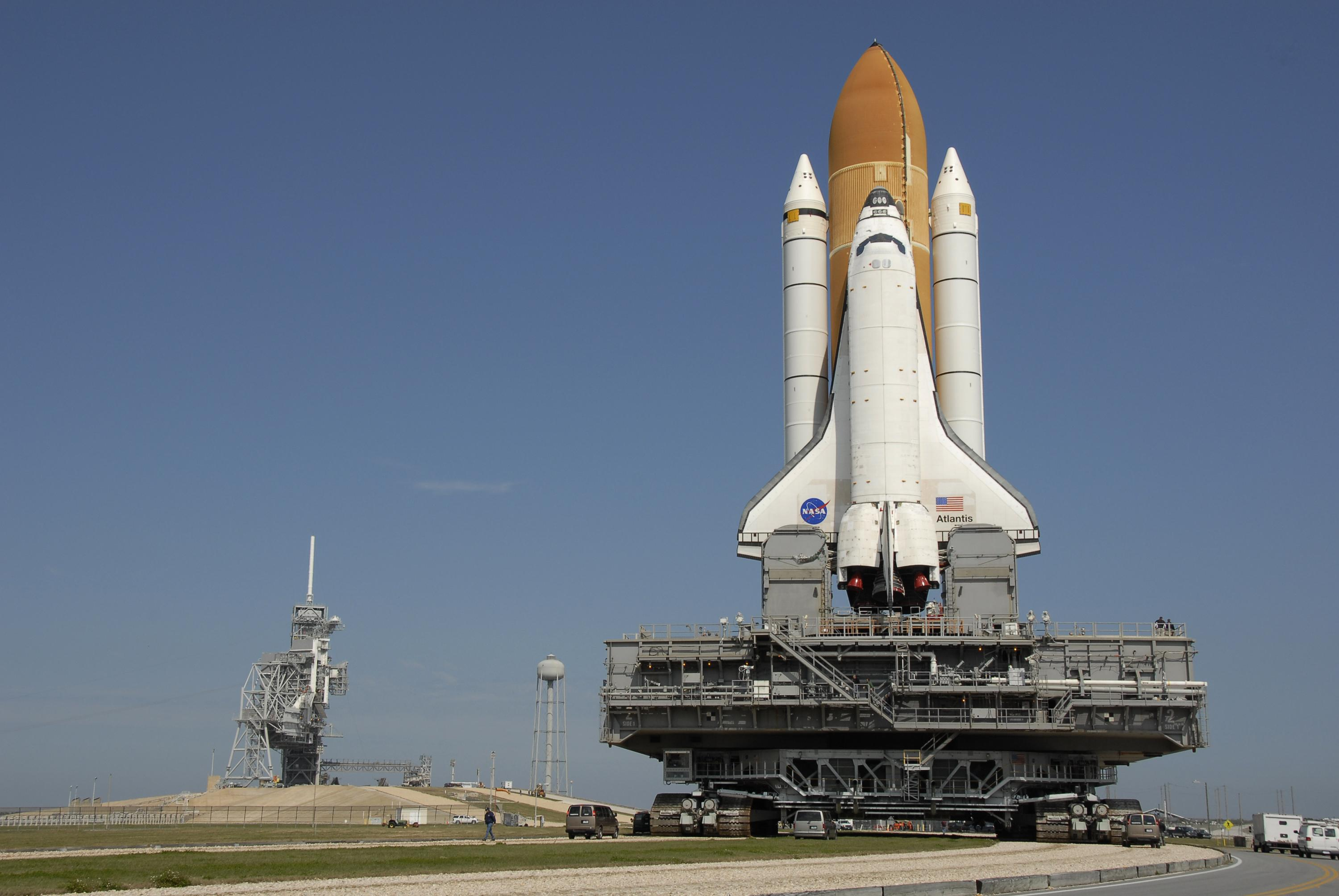
Перевозка «Атлантиса» на стартовую позицию

- 15 февраля шаттл «Атлантис» вывезен на стартовую позицию. Перевозка «Атлантиса» началась в 13:15 UTC (8:15 a. m. EST, 16:15 московского времени) и закончилась в 19:09 UTC (3:09 p. m. EST, 22:09 московского времени) . «Атлантис» установлен на стартовой площадке 39А. Последний раз эта площадка использовалась для запуска шаттла четыре года назад.

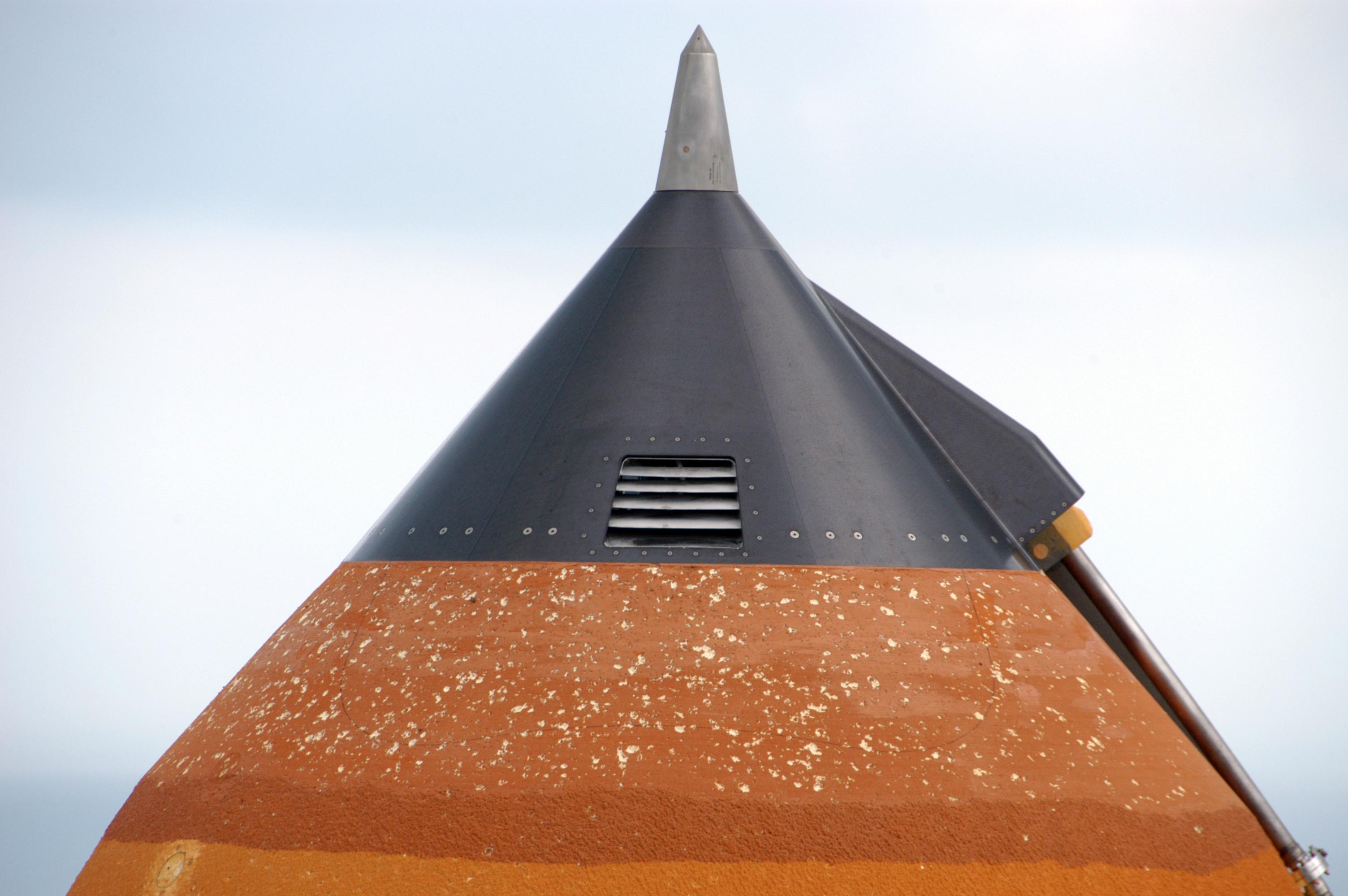
Следы оставленные градом на топливном баке «Атлантиса»

- 27 февраля руководство НАСА приняло решение отложить, по крайней мере, до 22 апреля старт миссии STS-117. Это решение было принято после оценок повреждений, которые получили внешний топливный бак и левое крыло самого шаттла, после штормового ветра с градом, пронёсшегося 26 февраля (примерно в 17 часов по времени восточного побережья США, 22:00 по Гринвичу) над мысом Канаверал. С 15 февраля шаттл «Атлантис» находился на стартовой площадке и готовился к миссии STS-117. Первоначально старт «Атлантиса» планировался на 15 марта. Для устранения всех повреждений, принято решение перевезти шаттл обратно в здание вертикальной сборки. Перевозка в здание вертикальной сборки запланирована на 4 марта.

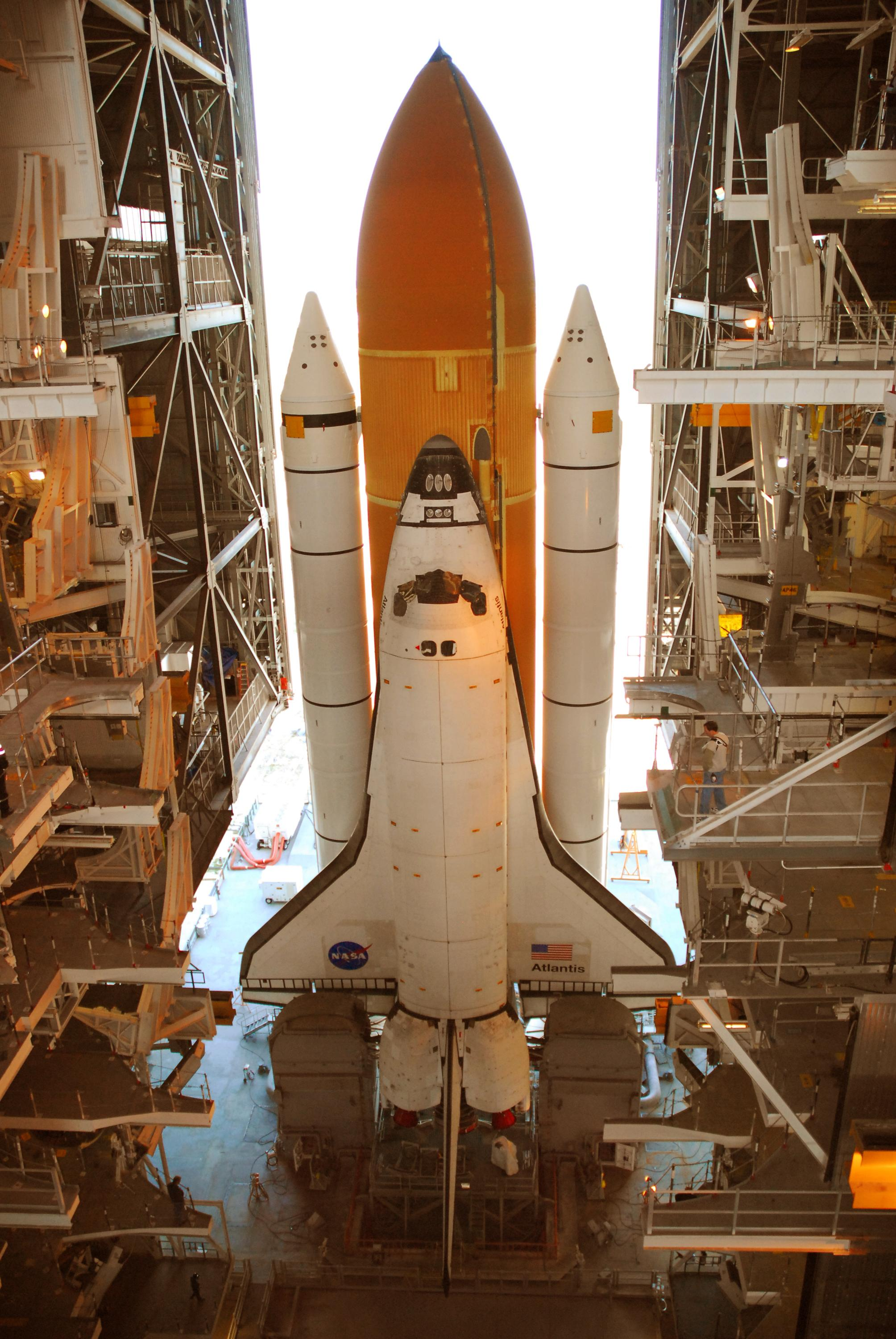
Шаттл «Атлантис» возвращается в здание вертикальной сборки

- 4 марта шаттл «Атлантис» возвращен в здание вертикальной сборки. Перевозка шаттла началась в 13:47 UTC (8:47 a. m. EST, 16:47 московского времени) и закончилась в 21:49 UTC (5:49 p. m. EST, 5 марта 00:49 московского времени).
- 10 апреля принято решение о переносе даты старта на 8 июня. Дополнительное время понадобилось для продолжения ремонта внешнего топливного бака, пострадавшего во время шторма с градом 26 февраля. Вывоз шаттла на стартовую позицию запланирован на 12 мая.
- 26 апреля руководство НАСА приняло решение о возвращении бортинженера 15-й долговременной экспедиции МКС Суниты Уильямс на Землю на шаттле «Атлантис» STS-117 в июне месяце. Для замены Уильямс в состав экипажа «Атлантис» включен Клейтон Андерсон. Первоначально планировалось, что Андерсон прилетит на замену Уильямс на шаттле «Индевор» STS-118. Однако, из-за переноса старта миссии STS-117 на июнь месяц, дата старта шаттла «Индевор» STS-118 сдвинулась на август. Сунита Уильямс находилась в космосе с 10 декабря 2006 года, если бы замена прибыла только в августе, то продолжительность её непрерывного пребывания в космосе составила бы 8 месяцев. Специалисты НАСА считают, что космический полёт продолжительностью более полугода, из-за накапливающейся суммарной дозы радиации, получаемой астронавтами в космосе, а также из-за чрезмерно длительного пребывания в невесомости, представляет опасность для здоровья астронавтов. Поэтому сменщик Уильямс Клейтон Андерсон был переведён из состава экипажа «Индевор» STS-118 в экипаж «Атлантис» STS-117. Фамилию Андерсона пририсовали к эмблеме экспедиции снизу, а на фотографии экипажа слева добавили самого Андерсона.

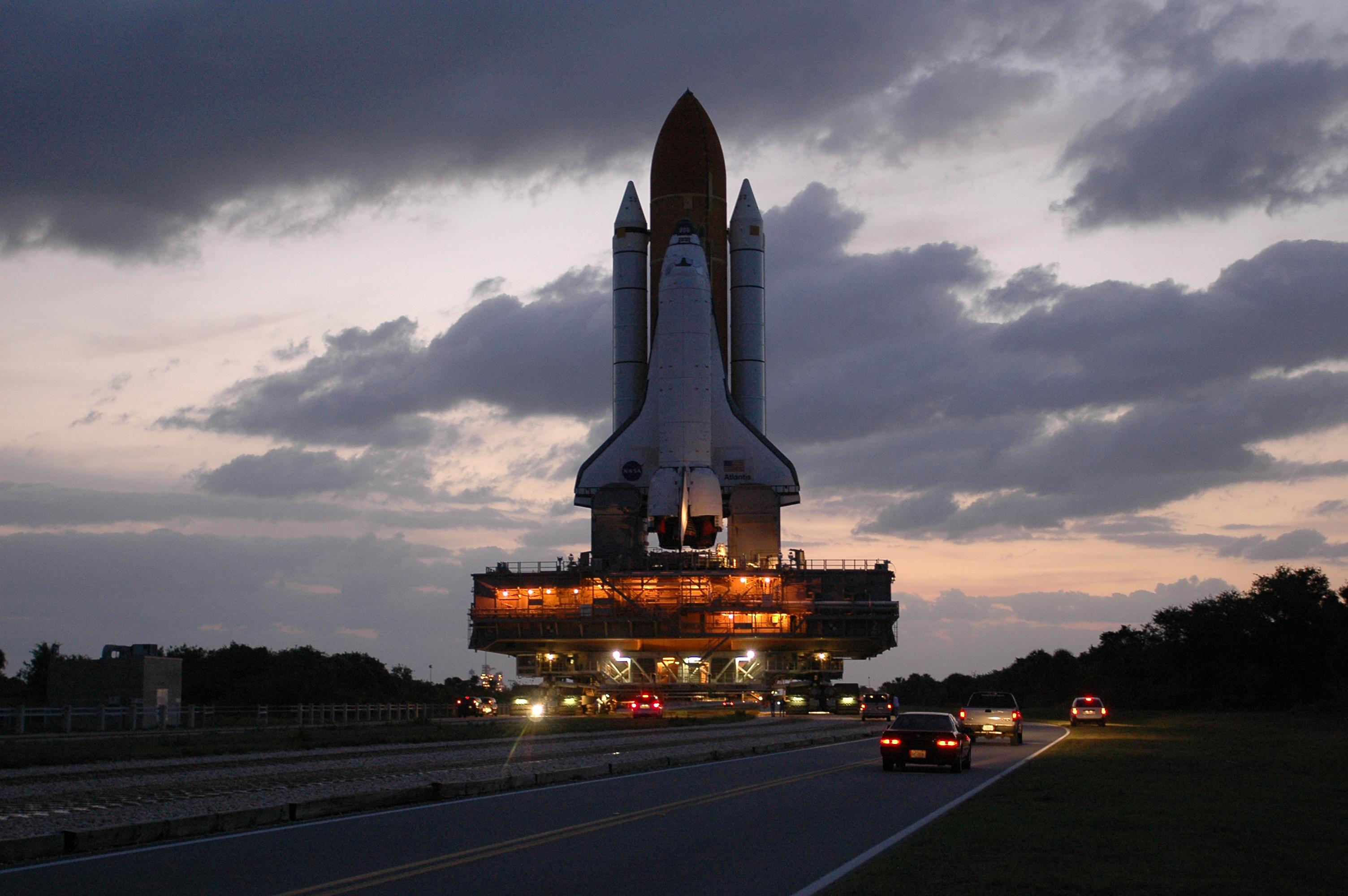
Второй выезд на стартовую площадку

- 15 мая шаттл «Атлантис» перевезён из здания вертикальной сборки на стартовую площадку. Где он будет готовиться к миссии STS-117, старт которой назначен на 8 июня. Вывоз «Атлантиса» из здания вертикальной сборки начался в 9:02 UTC (5:02 a. m. EDT). В 15:47 UTC «Атлантис» был установлен на стартовой площадке. Время транспортировки составило 6 часов и 45 минут.

Первоначальной датой старта «Атлантиса» было 15 марта. «Атлантис» находился на стартовой площадке с 15 февраля по 4 марта. Затем он был возвращён в здание вертикальной сборки для ремонта поверхности внешнего топливного бака, который 26 февраля был поврежден во время шторма с градом.
- 31 мая руководство НАСА приняло официальное решение о запуске шаттла «Атлантис» STS-117. Официальные дата и время старта — 8 июня 7 часов 38 минут после полудня летнего времени восточного побережья США (23:38 UTC). Полёт шаттла продлится 11 суток. Шаттл доставит на Международную космическую станцию семнадцати-тонный сегмент ферменной конструкции с солнечными батареями. Экипажу шаттла предстоит смонтировать и развернуть эту конструкцию на МКС.

Для выполнения этой работы астронавтам предстоит выполнить три выхода в открытый космос. Установка новых солнечных батарей — решающий шаг к обеспечению энергией, необходимой для дальнейшего расширения станции за счет европейского и японского научных модулей. «Мы не можем контролировать погоду, но мы сделали всё возможное, чтобы обеспечить максимальную безопасность полёта», заявил Билл Герстенмайер (Bill Gerstenmaier), руководитель полётов НАСА.
- 3 июня экипаж «Атлантиса» STS-117 прибыл на космодром мыса Канаверал во Флориде. Члены экипажа прилетели на космодром из Хьюстона, из Космического центра им. Джонсона, на четырёх самолётах Т-38.

## Описание полёта

### 8 июня (старт и первый день полёта)

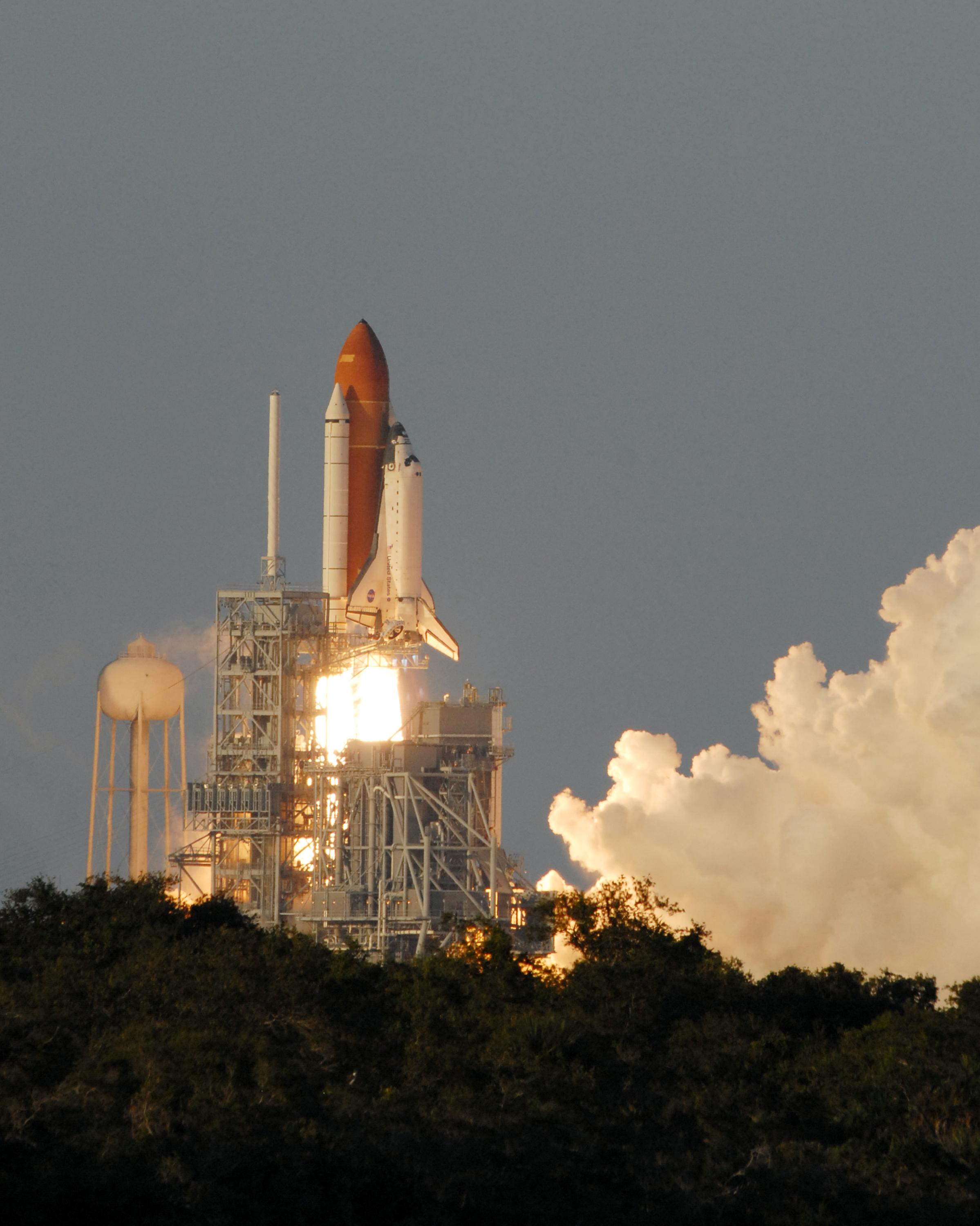
Запуск шаттла «Атлантис» с миссией STS-117

Все предстартовые операции были успешно выполнены, и в 20:50 UTC экипаж начал занимать свои места в «Атлантисе». В 20:58 посадка была завершена и в 21:40 люк корабля был закрыт. Метеорологи давали 80 % шансы на запуск. Центр управления был обеспокоен погодой на аварийных площадках. Однако база ВВС в Истре (Франция) дала добро по погодным условиям на время запуска, а метеорологическая ситуация на другой площадке в Сарагосе (Испания) стала проявлять тенденцию к улучшению. Третья площадка для аварийной посадки, база ВВС в Мороне, была закрыта из-за ремонта взлётно-посадочной полосы до 15 июня. Запуск МТКК был осуществлён в соответствии с расписанием в 23:38:04 UTC (19:38 EDT).
Как и все оставшиеся плановые запуски шаттлов к МКС, старт прошел со стартовой площадки 39А. (Площадка 39B используется для неотложных запусков для спасения плановых миссий, в частности STS-125, который не посетит МКС.) STS-117 был первым запуском с площадки 39А после катастрофы шаттла «Колумбия» в 2003 году.

### 9 июня (второй день полёта)
Экипаж шаттла, с помощью камеры, которая была закреплена на удлинителе робота-манипулятора, обследовал теплозащитное покрытие шаттла. Повреждений теплозащитного покрытия на самых ответственных участках поверхности шаттла: на кромках крыльев и на носовой части, обнаружено не было.

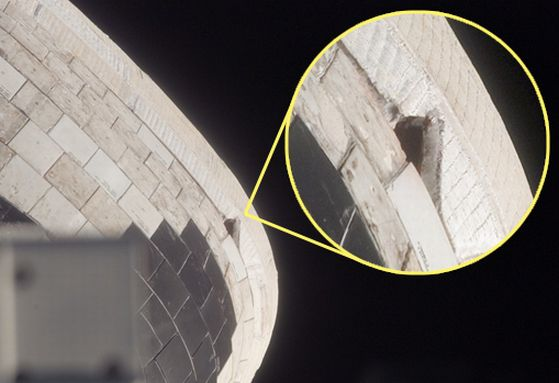
Повреждение теплозащитного покрытия шаттла

Однако, было обнаружено повреждение размером 10 × 15 см (4 × 6 дюймов) в теплозащитном покрытии блока системы орбитального маневрирования (OMS/RCS) на левом борту шаттла. Это не вызвало серьёзного беспокойства, поскольку поврежденное место не подвергается чрезмерно высоким температурам при посадке (540 °C, в то время как в других областях «посадочная» температура достигает 1600 °C).

### 10 июня (третий день полёта)

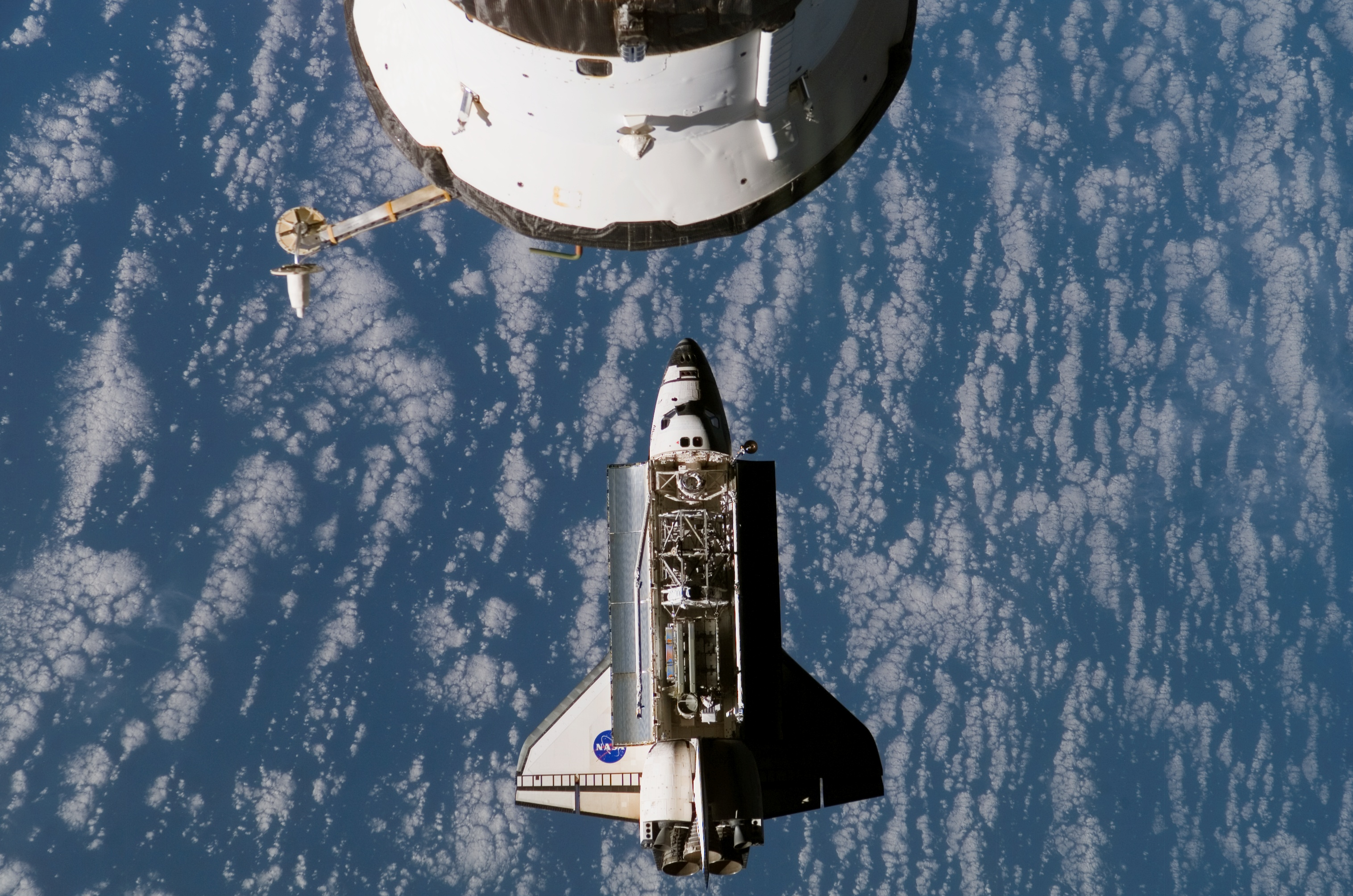
«Атлантис» приближается к МКС

Стыковка орбитального корабля «Атлантис» с Международной космической станцией произошла в 19:36 UTC. Перед стыковкой челнок успешно выполнил так называемый манёвр RPM (Rendezvous Pitch Maneuver — встречный наклонный манёвр), в ходе которого экипаж станции произвёл контрольную съёмку теплозащитного покрытия шаттла камерами высокого разрешения. Люк между шаттлом и МКС был открыт в 21:20 UTC. С помощью робота-манипулятора шаттла, из грузового отсека «Атлантиса» был поднят и передан роботу-манипулятору МКС сегмент ферменной конструкции S3/S4 с солнечными батареями. Состоялась официальная частичная замена в 15-й долговременной экспедиции МКС. В корабле «Союз ТМА-10», который пристыкован к МКС, и который служит спасательной шлюпкой для экипажа МКС, был заменён индивидуальный ложемент Суниты Уильямс на ложемент Клейтона Андерсона. С этого момента Андерсон перешел в экипаж МКС, а Уильямс в экипаж «Атлантиса».

### 11 июня (четвёртый день полёта, первый выход в открытый космос)
В 12:49 UTC началась установка сегмента ферменной конструкции S3/S4. Сегмент S3/S4, с помощью робота-манипулятора станции, был присоединен к сегменту S1.

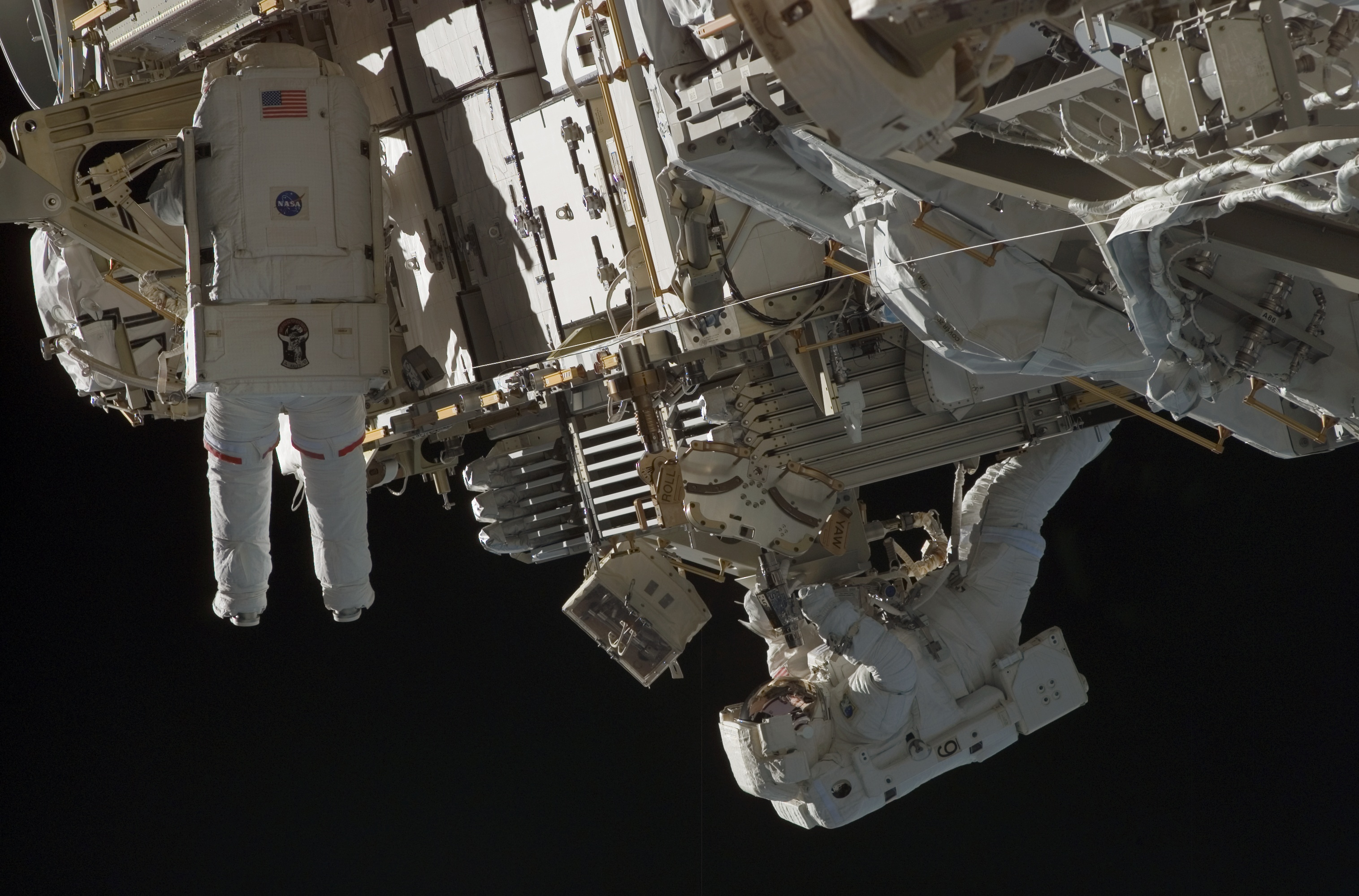
Первый выход в космос. Слева Джеймс Рейли, справа Джон Оливас

В 20:02 UTC начался первый выход в открытый космос. Начало выхода было отложено на час из-за кратковременного выхода из строя гироскопов контроля ориентации.
Во время выхода в космос астронавты Джеймс Рейли и Джон Оливас скрепили сегмент S3/S4 с сегментом S1, подсоединили силовые и информационные кабели, сняли транспортные крепления и фиксаторы с поворотного устройства солнечных батарей вновь установленного сегмента S3/S4, подготовили панели солнечных батарей сегмента S3/S4 к развертыванию. Выход закончился в 2 часа 17 минут 12 июня. Продолжительность первого выхода составила 6 часов и 15 минут.

### 12 июня (пятый день)
Успешно раскрыты солнечные батареи вновь установленного сегмента S3/S4, что значительно увеличило возможности выработки энергии станцией. Раскрытие панелей началось в 15:43 UTC. Общая длина панелей солнечных батарей сегмента S3/S4 составляет почти 73 метра (240 футов).
Продолжались проблемы с гироскопами контроля момента, основной системой ориентации станции. Временами для контроля ориентации приходилось использовать челнок, но все проблемы были решены к концу дня.
Астронавты Стивен Свэнсон и Патрик Форрестер начали подготовку к выходу в космос, запланированного на среду, 13 июня, в 18:03 UTC.
Руководство НАСА приняло решение провести и четвёртый выход в открытый космос для устранения повреждения защитного покрытия шаттла «Атлантис».
Повреждение защитного покрытия было обнаружено возле двигателей системы орбитального маневрирования. Четвёртый выход в космос запланирован на воскресенье, 17 июня. Вся работа по ремонту обшивки шаттла займет от 90 минут до двух часов. В связи с проведением четвёртого выхода в космос, было принято решение о продление миссии «Атлантиса» на двое суток. Возвращение «Атлантиса» на Землю было перенесено на 21 июня; посадка в 17:54 UTC.
Возникли проблемы в российском сегменте МКС — отключились компьютеры системы ориентации (DMS-R). Несмотря на многочисленные попытки, перезапустить компьютеры не удалось. Контроль ориентации станции был переключен на гироскопы ориентации американского сегмента станции, которые подключили к системам ориентации пристыкованного к станции шаттла «Атлантис». Таким образом, ориентация станции поддерживалась двигателями шаттла. Специалисты в российском Центре управления полётами предпринимали многочисленные, но безуспешные, попытки перезапустить отказавшие компьютеры. Высказывались предположения, что выход из строя компьютеров был вызван присоединением к станции нового сегмента S3/S4. Однако, причина выхода из строя компьютеров оставалась неизвестной. Не было ясно также, где именно произошел сбой: в программном обеспечении или в самой аппаратуре. Проблема состояла ещё и в том, что программное обеспечение в российские компьютеры могло быть загружено только из российского Центра управления полётами, и только в то время, когда станция находится в прямой радиовидимости с территории России. Благоприятная возможность для перезагрузки компьютеров могла появиться только в четверг, 14 июня.

### 13 июня (шестой день полёта, второй выход в открытый космос)

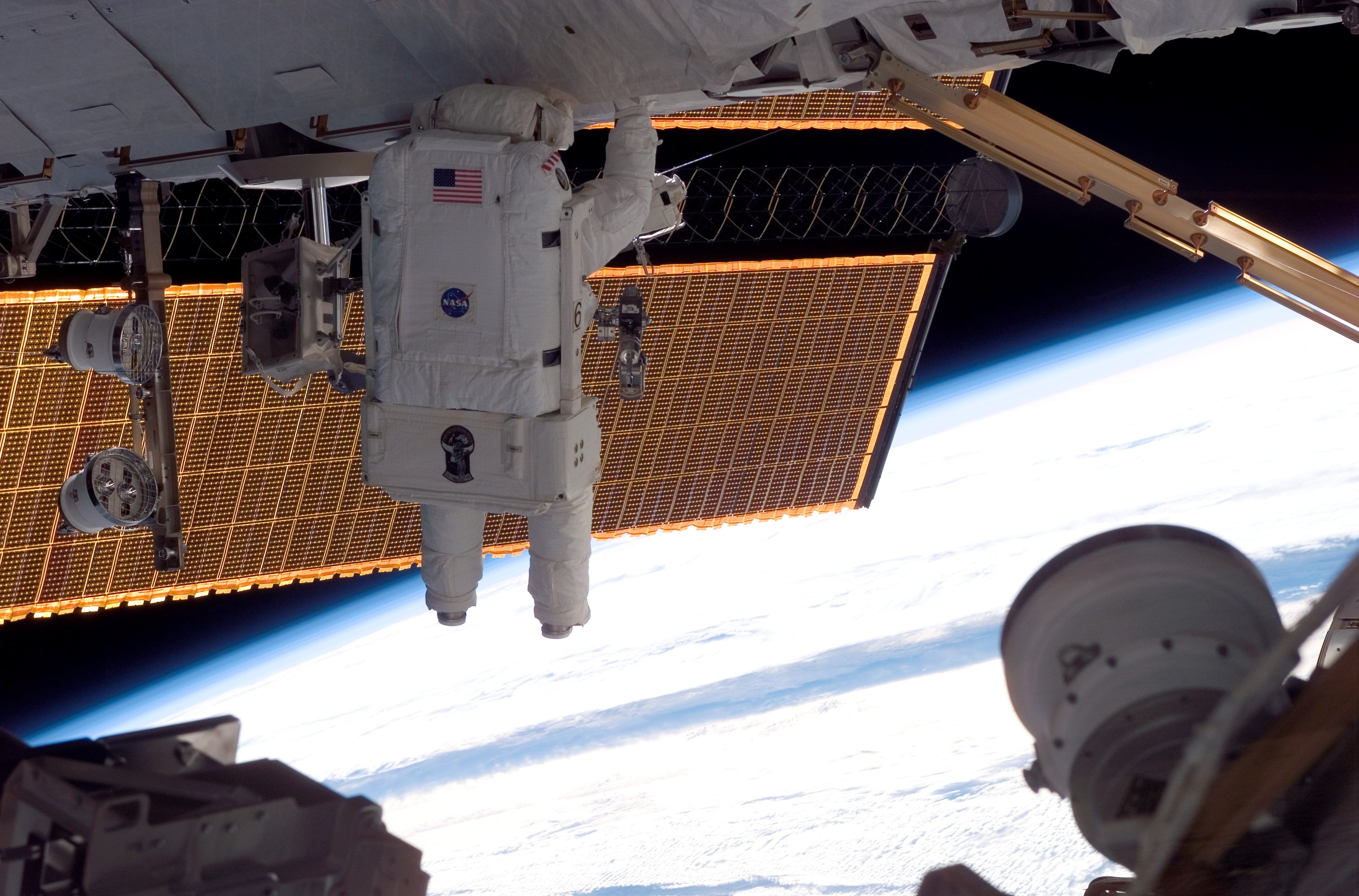
Стивен Свэнсон в открытом космосе

В 10:47 UTC начался процесс свертки панелей солнечных батарей сегмента Р6 станции. Учитывая предыдущий опыт, когда в декабре 2006 года, во время экспедиции «Дискавери» STS-116, при сворачивании первой части панелей солнечных батарей возникли трудности — панели заклинивали. Для преодоления этих трудностей, астронавты были вынуждены осуществить внеплановый выход в открытый космос. На этот раз, предвидя возможные сложности при сворачивании второй части панелей солнечных батарей, контроль и поддержка процесса сворачивания панелей солнечных батарей был заранее запланирован.
В 18:28 UTC астронавты Патрик Форрестер и Стивен Свэнсон вышли в космос из модуля «Квест» Международной космической станции в открытый космос. Форрестер и Свэнсон контролировали процесс свертывания панелей солнечных батарей сегмента Р6 и, при необходимости, с помощью специальных инструментов, подправляли складывающиеся сегменты солнечных батарей. Хотя, астронавты затратили на эту работу на 45 минут больше, чем планировалось, удалось свернуть только 45 из 115 футов панели солнечной батареи. Процесс сворачивания солнечных батарей продолжился во время следующего выхода в открытый космос, который состоялся 15 июня.
Затем астронавты продолжили работу по активации смонтированных на МКС солнечных батарей сегмента S3/S4. Астронавты снимали транспортные замки и крепления с механизма вращения панелей солнечных батарей. Однако, астронавтам не удалось выполнить эту работу до конца. Специалисты заподозрили, что два двигателя этого устройства подключены неправильно. Поэтому астронавты не стали снимать последние транспортные фиксаторы с поворотного устройства, чтобы избежать неконтролируемого вращения панели солнечных батарей.
Астронавты вернулись в шлюзовой модуль «Квест» 14 июня в 1: 44 UTC. Продолжительность выхода составила 7 часов 16 минут.
Продолжались проблемы с российскими компьютерами, отвечающими за ориентацию станции. Фёдор Юрчихин и Олег Котов, с помощью специалистов в российском центре управления полётом, продолжали попытки, чтобы восстановить работоспособность компьютерной системы в российском сегменте станции.

### 14 июня (седьмой день полёта)
Специалисты американского центра управления полётом предприняли несколько попыток, чтобы полностью свернуть панели солнечных батарей сегмента Р6. Из центра управления полётом поочередно передавались команды на сворачивание и разворачивания панелей, с надеждой, что после очередной встряски панели все-таки удастся свернуть. Однако к полному успеху эти попытки не привели. Панели солнечных батарей оставались свернутыми только до половины своей длины. Было решено продолжить сворачивание панелей солнечных батарей, под контролем с астронавтов, во время третьего выхода в открытый космос на следующий день.
Члены экипажа МКС продолжили попытки восстановления работоспособности компьютеров системы ориентации станции на российском сегменте. В этой работе был достигнут определенный успех — удалось временно запустить один из трёх компьютеров ориентации. В это время контроль ориентации станции осуществлялся с помощью систем шаттла «Атлантис». Ситуация была такова, что работоспособность компьютеров управления системы ориентации станции должна была быть восстановлена до отстыковки «Атлантиса». Рассматривались варианты продления пребывания «Атлантиса» в составе МКС, по крайней мере, на сутки.

### 15 июня (восьмой день полёта, третий выход в открытый космос)
Состоялся третий выход в открытый космос. Второй раз во время текущего полёта в открытом космосе работали астронавты Джеймс Рейли и Джон Оливас. Выход начался 17:24 UTC. Время окончания выхода — 01:22 минуты, 16 июня. Продолжительность выхода составила 7 часов 58 минут.

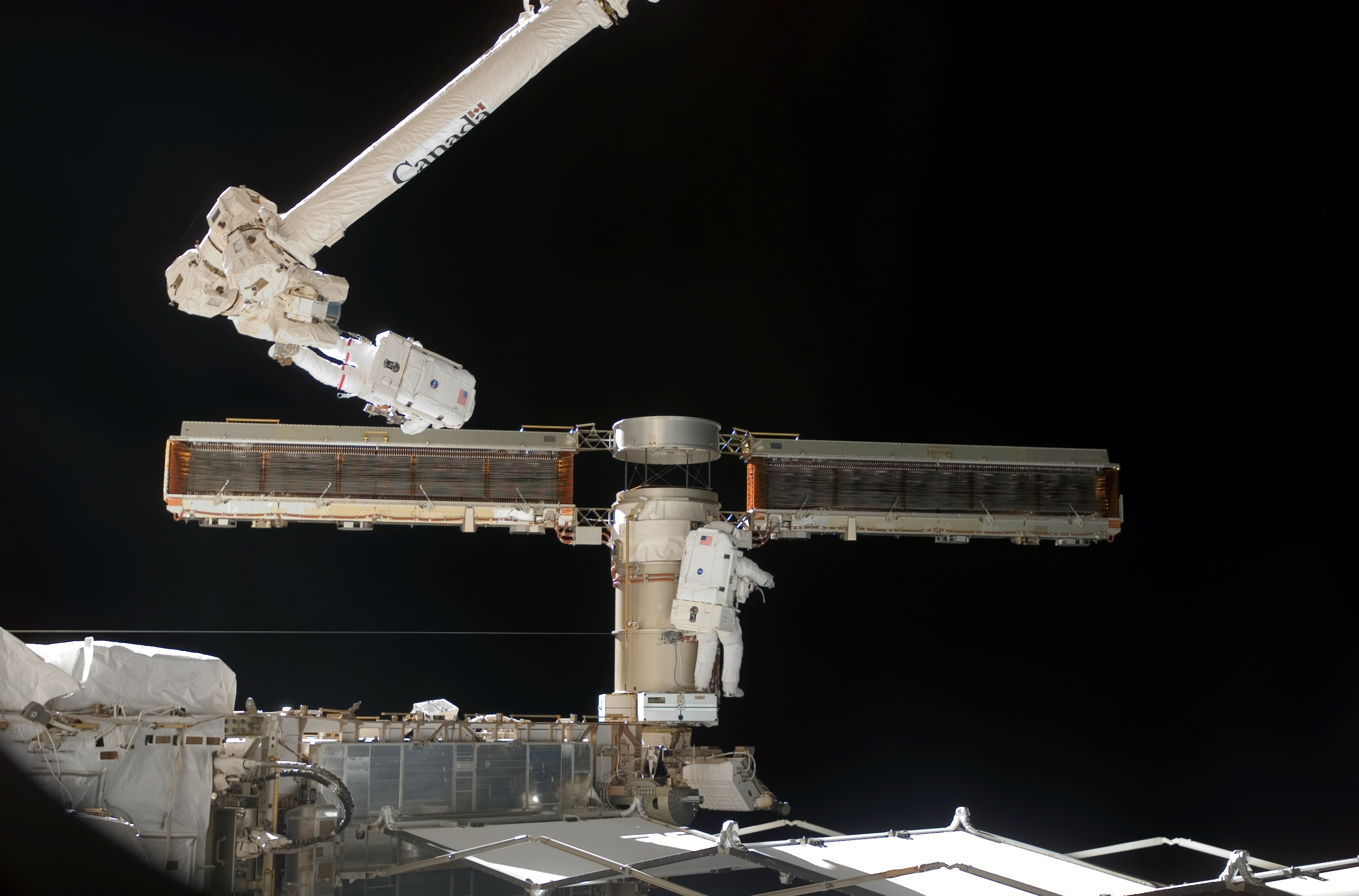
Рейли (сверху, на роботе-манипуляторе) и Оливас (внизу) возле свернутых солнечных батарей сегмента Р6

Во время выхода Джон Оливас занимался ремонтом обшивки шаттла в районе двигателей системы маневрирования шаттла. С помощью робота-манипулятора, астронавт был перемещен к месту повреждения в район хвостового оперения шаттла. Оливас расправил задравшийся угол обшивки и закрыл им образовавшиеся отверстие. Затем Оливас закрепил обшивку специальными скобками. В это же время, Джеймс Рейли устанавливал отвод для водорода на внешней поверхности американского модуля «Дестини». Через этот отвод будет выводиться водород, вырабатываемый новым генератором кислорода.
Для выполнения второго задания, астронавты переместились к сегменту Р6 ферменной конструкции станции. Рейли и Оливас контролировали процесс сворачивания панелей солнечных батарей сегмента Р6, и, в случае необходимости, вмешивались в этот процесс и, с помощью специальных инструментов, подправляли заклинивающиеся секции солнечных батарей. Это задание было успешно выполнено. Панели солнечных батарей сегмента были полностью сложены. Во время полёта «Дискавери» STS-120, который запланирован на октябрь, сегмент Р6 будет переставлен из его теперешнего временного положения, сверху над модулем Node 1, на его постоянное месту на левом конце ферменной конструкции к сегменту Р5. Затем панели солнечных батарей сегмента Р6 будут развернуты вновь.
Астронавт Патрик Форрестер, находящийся внутри станции, координировал работу астронавтов в открытом космосе. Роботом-манипулятором управляли Ли Аршамбо и Стив Свэнсон.
Это был, в общей сложности, пятый выход для Рейли и второй для Оливаса.
Экипаж МКС продолжал работать с компьютерами ориентации и управления станции. Космонавтам удалось восстановить работу четырех из шести компьютеров. Это удалось после того, как космонавты исключили из цепи питания один из переключателей напряжения. Космонавты подозревали, что этот переключатель вышел из строя. Было решено оставить компьютеры в рабочем состоянии до субботы, а затем проанализировать их функционирование в субботу (16 июня). Ориентацию станции продолжали контролировать гироскопы и двигатели ориентации шаттла «Атлантис».

### 16 июня (девятый день полёта)
Астронавты шаттла имели менее загруженный день. Проводилась подготовка к четвёртому, заключительному, выходу в открытый космос. Была проведена пресс-конференция для американских средств информации. Астронавты занимались переноской грузов доставленных шаттлом на станции и переноской мусора и отработанных материалов в обратном направлении.
Бортинженер экипажа МКС Сунита Уильямс, которая находилась в космосе с 10 декабря 2006 года, в 5:48 UTC превзошла женский рекорд продолжительности пребывания в космосе. До этого момента рекорд принадлежал американке Шэннон Люсид, и был равен 188 суток и 4 часа. Этот рекорд Шэннон Люсид установила в 1996 году, во время длительного пребывания на российской станции «Мир».
Удалось восстановить работоспособность всех шести компьютеров российского сегмента станции. Четыре компьютера были включены в работу, и два оставались в дежурном режиме.

### 17 июня (десятый день полёта, четвёртый выход в открытый космос)
Астронавты Патрик Форрестер и Стивен Свэнсон осуществили последний выход в открытый космос. Выход начался в 16:25 UTC и закончился в 22:54 UTC. Продолжительность выхода составила 6 часов 29 минут.

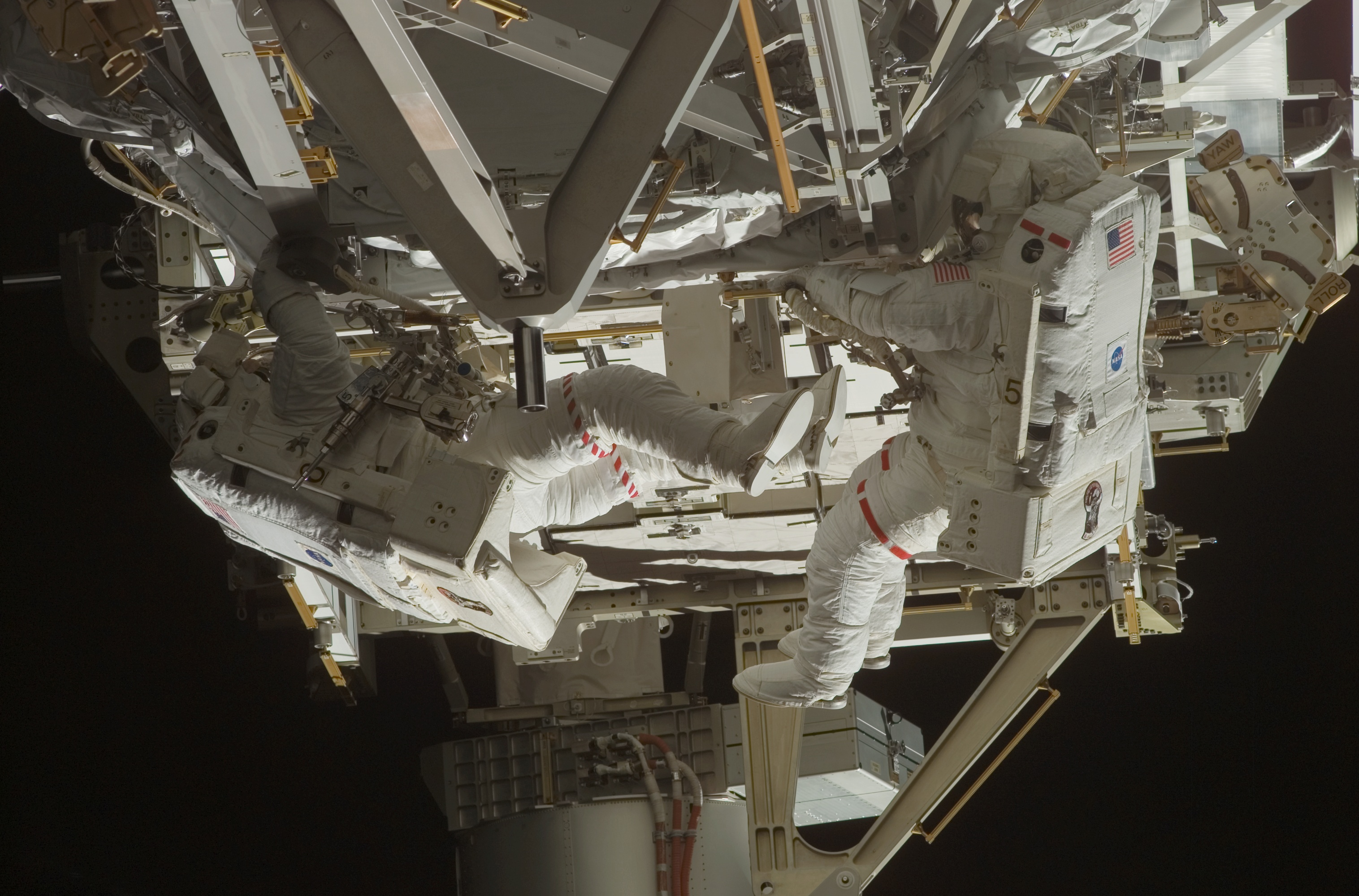
Форрестер (справа) и Свэнсон работают в открытом космосе

Во время выхода, астронавты проверили правильность подключения моторов системы поворота вновь смонтированных солнечных батарей сегмента S3/S4 и подготовили систему поворота к штатной работе в составе МКС. Астронавты также установили ещё одну видео камеру, кабель компьютерной сети на модуле «Юнити» и противометеоритную панель на модуле «Дестини».
Координацию работы за бортом осуществлял Джеймс Рейли. Ли Аршамбо управлял роботом-манипулятором. Джеймсу Рейли помогал Олег Котов, который одновременно изучал процесс координации работ за бортом станции, так как он будет выполнять эту работу во время следующего выхода в открытый космос космонавтов МКС.
Это четвёртый выход для Форрестера и второй для Свэнсона.

### 18 июня (одиннадцатый день полёта)
Космонавты на борту МКС протестировали функционирование системы навигации станции. Система навигации переключена от системы навигации шаттла на компьютеры российского сегмента станции. Работоспособность компьютеров и системы навигации полностью восстановлена.
Экипаж шаттла «Атлантис» паковал вещи и прощался с экипажем МКС. В 22:51 UTC был закрыт переходный люк между шаттлом и станцией. Отстыковка шаттла намечалась на 19 июня в 14:42 UTC. Приземление шаттла намечалось на 21 июня в 17:54 UTC. Однако, прогноз погоды на четверг и пятницу на мысе Канаверал — был не благоприятен. Предусматривалась возможность посадки на Военно-воздушной базе Эдвардс в Калифорнии.

### 19 июня (двенадцатый день полёта)

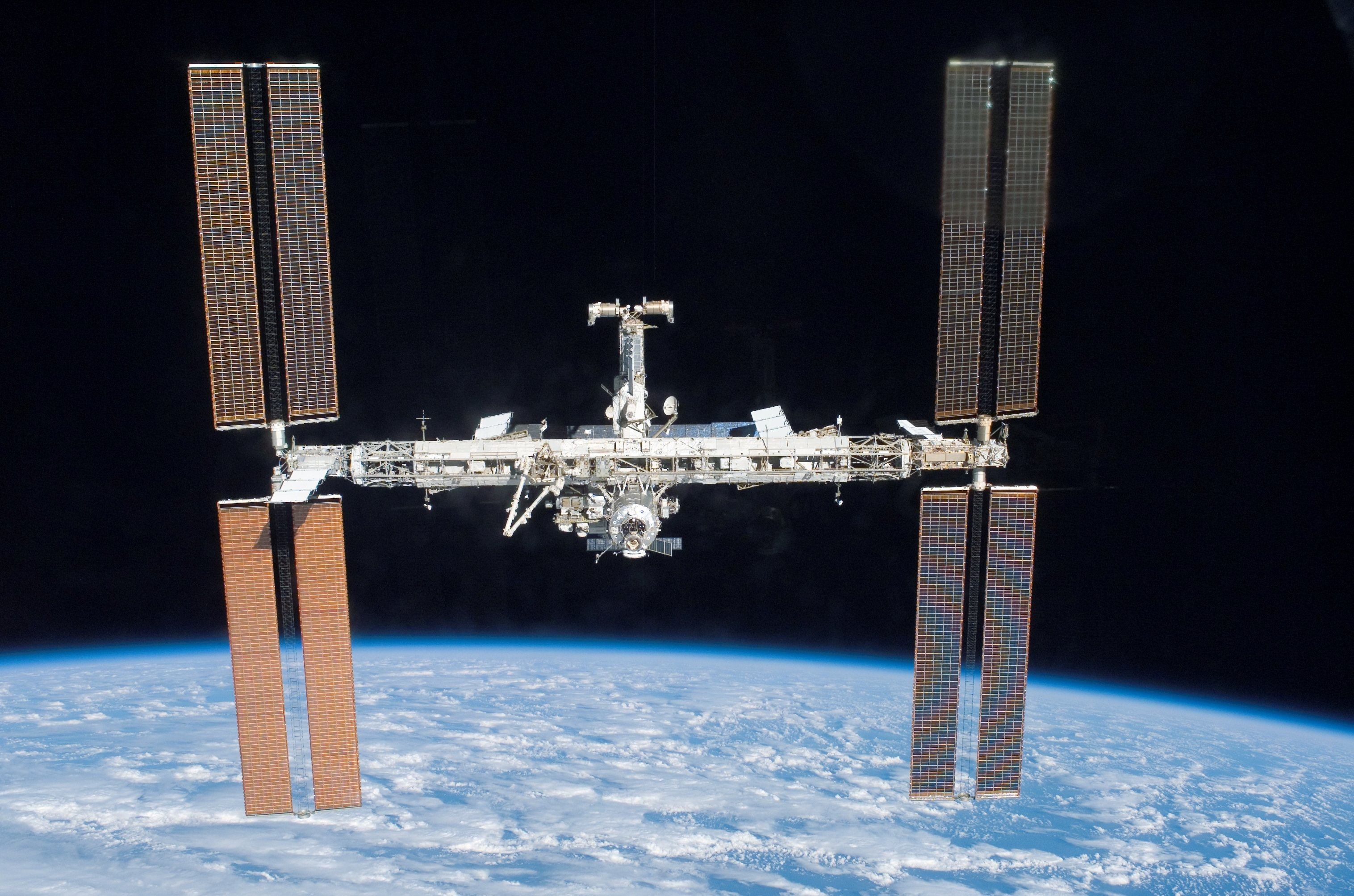
Так выглядела МКС 19 июня 2007 года

В 14:42 UTC шаттл «Атлантис» отстыковался от Международной космической станции. Полёт «Атлантиса» в связке с МКС продолжался восемь суток и девятнадцать часов. После расстыковки шаттл совершил традиционный облет и фотографирование МКС. Астронавты, помощью камеры закреплённой на роботе-манипуляторе, ещё раз осматривали теплозащитное покрытие своего космического корабля.

### 20 июня (тринадцатый день полёта)
Командир корабля Рик Стеркоу и пилот Ли Аршамбо проверяли готовность к посадке всех систем шаттла. Все системы шаттла были в порядке. Только погода на мысе Канаверал была не благоприятной. Во Флориде было облачно, шли дожди с грозами.
Члены экипажа шаттла давали интервью с орбиты американским средствам информации.

### 21 июня (четырнадцатый день полёта)
21 июня были две возможности для приземления «Атлантиса» в Космическом центре Кеннеди во Флориде. Первая возможность — на 202 витке в 17:55 UTC, вторая — на 203 витке в 19:30 UTC. Обе эти возможности не были использованы из-за плохой погоды в месте приземления. Шаттл остался на орбите ещё на одни сутки. Руководство НАСА использует все возможности, чтобы приземлять шаттлы в Космическом центре Кеннеди, чтобы избежать дополнительных расходов по перевозке шаттлов из Калифорнии во Флориду, которые возникают в случае посадки на Военно-воздушной базе Эдвардс.

### 22 июня (пятнадцатый день полёта)

«Атлантис» приземлился

22 июня возможность приземления в Космическом центре Кеннеди (на 218 витке в 18:18 UTC) не была использована. Плохая погода во Флориде вынудила руководство полётом перенести посадку на Военно-воздушную базу Эдвардс в Калифорнии.
В 18:43 UTC были включены двигатели торможения «Атлантиса». В это время «Атлантис» находился над Индийским океаном. Двигатели отработали 2 минуты и 33 секунды. «Атлантис» сошел с орбиты и в 19:49 UTC успешно приземлился на базе Эдвардс.
Продолжительность полёта «Атлантиса» STS-117 составила 13 суток 20 часов 12 минут. За это время шаттл 219 раз облетел Землю.
Продолжительность пребывания в космосе Суниты Уильямс составила 194 суток 18часов и 58 минут. Это новый женский рекорд продолжительности непрерывного пребывания в космосе.
После приземления экипаж «Атлантиса» сделал традиционный обход и осмотр своего корабля. Члены экипажа также коротко выступили перед встречающими. «Во время миссии возникали различные непредвиденные проблемы. Но все они были разрешены. Это был очень успешный полёт. Спасибо всем», сказал командир экипажа Фредерик Стеркоу.
Космический долгожитель Сунита Уильямс не вышла из шаттла, она сразу попала в руки к врачам и была увезена для обследования.

## После полёта
23 июня астронавты экипажа «Атлантиса» вернулись в Хьюстон, в Космический центр Джонсона, где им была устроена торжественная встреча. Сунита Уильямс уже передвигалась самостоятельно и также участвовала в торжестве.

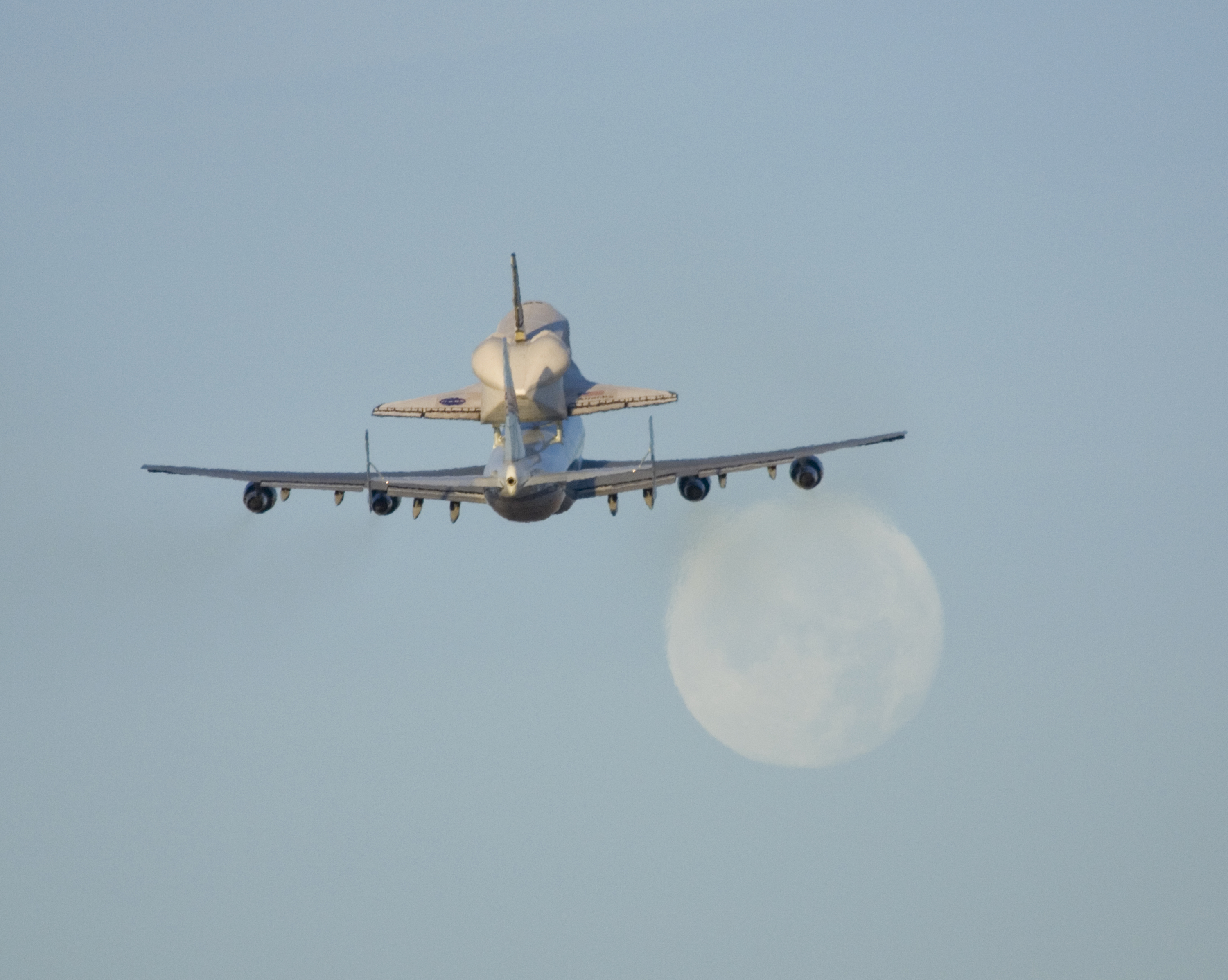
«Атлантис» верхом на «Боинге» летит из Калифорнии во Флориду

3 июля шаттл «Атлантис» вернулся в Космический центр Кеннеди на мысе Канаверал. Перелёт из Калифорнии продолжался двое суток. 22 июня, после почти четырнадцатисуточного космического полёта, «Атлантис» приземлился на базе Эдвардс. Для подготовки к следующему космическому полёту «Атлантис» необходимо было переправить в Космический центр Кеннеди во Флориде. Для перелёта с западного побережья США на восточное «Атлантис» был закреплён на специально оборудованном «Боинге» 747. Перелёт «Боинга» с шаттлом на фюзеляже начался 1 июля в 13:04 UTC и закончился 3 июля в 12:27 UTC. Во время перелёта «Боинг» совершил три промежуточные посадки: первая для дозаправки в Амарилло (штат Техас), вторая, для первой ночёвки, на Военно-воздушной базе Оффатт на востоке штата Небраска и третья в Форт Кэмпбелл (штат Кентукки). В Кентукки «Боинг» был вынужден задержаться на сутки из-за неблагоприятных погодных условий в конечном пункте перелёта, на мысе Канаверал. Из Форт Кэмпбелла «Боинг» взлетел в 10:15 UTC и приземлился на космодроме Канаверал в 12:27 UTC. Через 25 суток «Атлантис» возвратился в исходную точку на космодром Канаверал, откуда он стартовал в космос 8 июня, чтобы начать подготовку к следующему старту в космос. Следующий старт «Атлантиса» STS-122 в космос назначен на 6 декабря в 21:30 UTC. Основной задачей миссии STS-122 будет доставка и монтаж на МКС европейского исследовательского модуля «Колумбус».